# Nach
Nach, pseudonimo di Ignacio Fornés Almo (Albacete, 1º ottobre 1974), è un rapper spagnolo.

## Biografia
Inizialmente noto come Nach Scratch, nasce ad Albacete, per poi spostatsi ad Alicante. Si laurea all'Università di Alicante in sociologia.
Nel 1994 pubblica il demo DEP, seguito nel 1997 da Trucos.
In seguito pubblica l'album Poesia difusa, contenente svariate collaborazioni.
A novembre 2005 pubblica l'album Ars Magna; nel 2008 Un Dia en Suburbia, certificato disco d'oro nel 2012; quindi Diversidad Nach contenente varie collaborazioni europee.
Nel 2011 pubblica Mejor que el silencio. In seguito, gli album Los viajes inmóviles e A través de mi, Though My ed Almanauta.

## Discografia

### Album in studio
- 2000 – En la brevedad de los días
- 2003 – Poesía difusa
- 2004 – Juega
- 2005 – Ars Magna/Miradas
- 2008 – Un día en Suburbia
- 2011 – Mejor que el silencio
- 2014 – Los viajes inmóviles
- 2015 – A través de mí
- 2018 – Almanauta

### Raccolte
- 2007 – El mejor
- 2020 – Básicos

### Mixtape
- 1994 – DEP
- 1997 – Trucos
- 2016 – Cazadores de istantes